# Stephan Winkelmann
Stephan Winkelmann, född 18 oktober 1964 i Berlin, är en tysk företagsledare och nuvarande VD för Bugatti Automobiles S.A.S.. Han var åren 2005–2016 VD för Automobili Lamborghini S.p.A, en position som han återfick i december 2020..

### Fotnoter
1. ↑  Munzinger Personen, Munzinger person-ID: 00000025184, läst: 9 oktober 2017.[källa från Wikidata]
2. ↑  Robin Törnros (24 februari 2016). ”Ferrarichef tar över Lamborghini” (på svenska). Teknikens värld. https://teknikensvarld.se/ferrari-chef-tar-over-lamborghini-266369/. Läst 12 september 2018.
3. ↑  Erik Inge (2 september 2017). ”Audi Sport-bossen blir ny VD för Bugatti” (på svenska). Teknikens värld. https://teknikensvarld.se/uppgifter-audi-sport-bossen-byter-till-bugatti-528232/. Läst 12 september 2018.